# Sverre Strandli
Sverre Gunnar Strandli  (né le 30 septembre 1925 à Brandval et mort le 4 mars 1985 à Charlottenberg) est un athlète norvégien, spécialiste du lancer du marteau.

## Carrière
En 1950, Sverre Strandli remporte le titre des Championnats d'Europe de Bruxelles avec un lancer à 55,71 m, devant l'italien Teseo Taddia et le Tchécoslovaque Jirí Dadák. Il est élu sportif norvégien de l'année 1950.
Septième des Jeux olympiques de 1952 (56,36 m), il établit un nouveau record du monde de la discipline le 14 septembre 1952 à Oslo en atteignant 61,21 m, performance supérieure de près d'un mètre à l'ancienne meilleure marque mondiale du Hongrois József Csermák. Il améliore son propre record le 5 septembre 1953 en réalisant 61,25 m, toujours à Oslo. Il est de nouveau désigné sportif de l'année en Norvège.
Sverre Strandli remporte la médaille d'argent des Championnats d'Europe de 1954, à Berne, avec 61,07 m, s'inclinant finalement face au Soviétique Mikhail Krivonosov, auteur d'un nouveau record du monde à 63,34 m. 
Il participe à deux autres éditions des Jeux olympiques, se classant huitième en 1956 et onzième en 1960 où il est désigné porte-drapeau de la délégation norvégienne.
Il remporte les Championnats de Norvège de 1949 à 1954, en 1956 et 1957, et de 1960 à 1962. Il s'impose par ailleurs au lancer du poids en 1954.

### Palmarès
| Date | Compétition           | Lieu      | Résultat | Marque  |
| ---- | --------------------- | --------- | -------- | ------- |
| 1950 | Championnats d'Europe | Bruxelles | 1er      | 55,71 m |
| 1952 | Jeux olympiques       | Helsinki  | 7e       | 56,36 m |
| 1954 | Championnats d'Europe | Berne     | 2e       | 61,07 m |
| 1956 | Jeux olympiques       | Melbourne | 8e       | 59,21 m |
| 1960 | Jeux olympiques       | Rome      | 11e      | 63,05 m |

### Records
| Épreuve           | Performance | Lieu | Date |
| ----------------- | ----------- | ---- | ---- |
| Lancer du marteau | 63,88 m     |      | 1962 |